# Sorato Anraku
Sorato Anraku (en japonés: 安楽宙斗, Anraku Sorato, Yachiyo, 2006) es un deportista japonés que compite en escalada.
Participó en los Juegos Olímpicos de París 2024, obteniendo una medalla de plata en la prueba combinada. Ganó una medalla de plata en el Campeonato Mundial de Escalada de 2023, en la prueba de dificultad.

## Palmarés internacional
| Juegos Olímpicos   | Juegos Olímpicos | Juegos Olímpicos | Juegos Olímpicos |
| Año                | Lugar            | Medalla          | Prueba           |
| ------------------ | ---------------- | ---------------- | ---------------- |
| 2024               | París (Francia)  | Medalla de plata | Combinada        |
| Campeonato Mundial |                  |                  |                  |
| Año                | Lugar            | Medalla          | Prueba           |
| 2023               | Berna (Suiza)    | Medalla de plata | Dificultad       |